# Родріго Гермаде
Родріго Гермаде (ісп. Rodrigo Germade, нар. 23 серпня 1990) — іспанський веслувальник на каное, срібний призер Олімпійських ігор 2020 року, бронзовий призер Олімпійських ігор 2024 року, чемпіон світу та Європи.

## Виступи на Олімпіадах
| Олімпіада           | Дисципліна                     | Місце |
| ------------------- | ------------------------------ | ----- |
| Ріо-де-Жанейро 2016 | байдарки-четвірки, 1000 метрів | 5     |
| Токіо 2020          | байдарки-четвірки, 500 метрів  | 2     |
| Париж 2024          | байдарки-двійки, 500 метрів    | 9     |
| Париж 2024          | байдарки-четвірки, 500 метрів  | 3     |